# Userhat Amun
Userhat-Amun (auch Amun-userhat) war der altägyptische Name der göttlichen Barke des Amun. Erstmals taucht diese spezielle Benennung im Neuen Reich auf; beispielsweise im Zusammenhang mit dem Talfest oder im Reisebericht des Wenamun, wo Wenamun Bauholz für die göttliche Barke beschaffen sollte. 
Keine dieser Amunsbarken ist bis heute erhalten geblieben. Das Aussehen ist jedoch aus Darstellungen bekannt. Die Userhat Amun, aus edlem Holz gefertigt und mit Gold und Silber verziert, löste den früheren Barkentyp des Mittleren Reiches ab. 